# سارة ديفيس (سيدة أعمال)
سارة ديفيس (بالإنجليزية: Sara Davies)‏ (مواليد 23 أبريل 1984) هي سيدة أعمال بريطانية ورائدة أعمال وشخصية تلفزيونية. وهي مؤسسة ومالكة شركة كرافترز، وهي شركة أسستها عندما كانت طالبة في جامعة يورك. في 23 أبريل 2019، أُعلن أنها ستنضم إلى لجنة دراغون دان في سلسلتها السابعة عشرة، لتحل محل جيني كامبل التي قررت ترك البرنامج في أوائل عام 2019.

## نبذة
ولدت ديفيس في كوندون، مقاطعة دورهام، إنجلترا عام 1984. تخرجت من جامعة يورك بدرجة أولى في إدارة الأعمال عام 2006.

## الحياة الشخصية
تزوجت ديفيس من زوجها سيمون في سبتمبر 2007. الزوجان لديهما طفلان ويعيشان في تيسايد.